# Liste der Erzbischöfe von Burgos
Die folgenden Personen waren Bischöfe und Erzbischöfe von Burgos (Spanien):
| Bischöfe von Burgos                                          | Bischöfe von Burgos | Bischöfe von Burgos | Bischöfe von Burgos |
| Name                                                         | von                 | bis                 |                     |
| ------------------------------------------------------------ | ------------------- | ------------------- | ------------------- |
| Simeón                                                       | 1075                | 1082                |                     |
| Gómez                                                        | 1082                | 1096                |                     |
| García Aznárez                                               | 1097                | 1114                |                     |
| Pascual                                                      | 1114                | 1118                |                     |
| Ramiro                                                       | 1119                | 1146                |                     |
| Víctor                                                       | 1147                | 1156                |                     |
| Pedro Pérez                                                  | 1156                | 1181                |                     |
| Marino Maté                                                  | 1181                | 1200                |                     |
| Mateo                                                        | 1200                | 1205                |                     |
| García Martínez de Contreras                                 | 1206                | 1211                |                     |
| Juan Maté                                                    | 1211                | 1212                |                     |
| Mauricio                                                     | 1213                | 1238                |                     |
| Juan                                                         | 1240                | 1246                |                     |
| Aparicio                                                     | 1246                | 1257                |                     |
| Mateo Rinal                                                  | 1257                | 1259                |                     |
| Martín González                                              | 1260                | 1267                |                     |
| Juan de Villahoz                                             | 1268                | 1269                |                     |
| Gonzalo García Gudiel                                        | 1275                | 1280                |                     |
| Fernando                                                     | 1280                | 1299                |                     |
| Pedro Rodríguez                                              | 1300                | 1302                |                     |
| Pedro Rodríguez Quijada                                      | 1303                | 1313                |                     |
| Gonzalo de Hinojosa                                          | 1313                | 1327                |                     |
| García de Torres Sotoscueva                                  | 1327                | 1348                |                     |
| Pedro                                                        | 1348                |                     |                     |
| Lope de Fontecha                                             | 1351                |                     |                     |
| Juan Sánchez de las Roelas                                   | 1352                |                     |                     |
| Juan                                                         | 1361                |                     |                     |
| Fernando de Vargas                                           | 1362                | 1365                |                     |
| Domingo de Arroyuelo                                         | 1366                | 1380                |                     |
| Juan García Manrique                                         | 1381                | 1382                |                     |
| Gonzalo de Mena y Roelas                                     | 1382                | 1394                |                     |
| Juan de Villacreces                                          | 1394                | 1406                |                     |
| Juan Cabeza de Vaca                                          | 1407                | 1413                |                     |
| Alfonso de Illescas                                          | 1413                | 1414                |                     |
| Pablo de Santamaría                                          | 1415                | 1435                |                     |
| Alfonso de Cartagena                                         | 1435                | 1456                |                     |
| Luis de Acuña y Osorio                                       | 1456                | 1495                |                     |
| Pascual de Ampudia                                           | 1495                | 1512                |                     |
| Juan Rodríguez de Fonseca                                    | 1514                | 1524                |                     |
| Antonio de Rojas                                             | 1525                | 1527                |                     |
| Iñigo López de Mendoza y Zúñiga                              | 1529                | 1537                |                     |
| Juan Álvarez y Alva de Toledo, O.P. (Haus Álvarez de Toledo) | 1537                | 1550                |                     |
| Francisco de Mendoza y Bobadilla                             | 1550                | 1566                |                     |
| Francisco Pacheco de Toledo                                  | 1567                | 1574                |                     |
| Erzbischöfe von Burgos                                       |                     |                     |                     |
| Francisco Pacheco de Toledo                                  | 1574                | 1579                |                     |
| Cristóbal Vela y Acuña                                       | 1580                | 1599                |                     |
| Antonio Zapata y Cisneros                                    | 1600                | 1604                |                     |
| Alfonso Manrique                                             | 1604                | 1612                |                     |
| Fernando de Acevedo González                                 | 1613                | 1629                |                     |
| José González Villalobos                                     | 1630                | 1631                |                     |
| Fernando de Andrade y Sotomayor                              | 1631                | 1640                |                     |
| Francisco Manso de Zúñiga                                    | 1640                | 1655                |                     |
| Juan Pérez Delgado                                           | 1657                |                     |                     |
| Antonio Payno Osorio                                         | 1658                | 1663                |                     |
| Diego de Tejada y la Guardia                                 | 1663                | 1664                |                     |
| Enrique de Peralta y Cárdenas                                | 1665                | 1679                |                     |
| Juan de Isla                                                 | 1680                | 1701                |                     |
| Francisco Antonio de Borja-Centelles y Ponce de Léon         | 1702                |                     |                     |
| Fernando Manuel de Mejía                                     | 1703                | 1704                |                     |
| Manuel Francisco Navarrete                                   | 1705                | 1723                |                     |
| Lucas Conejero de Molina                                     | 1724                | 1728                |                     |
| Manuel de Samaniego y Jaca                                   | 1728                | 1741                |                     |
| Diego Felipe de Perea y Magdaleno                            | 1741                | 1744                |                     |
| Pedro de la Cuadra y Achica                                  | 1744                | 1750                |                     |
| Juan Francisco Guillén Isso                                  | 1751                | 1757                |                     |
| Onésimo de Salamanca y Zaldívar                              | 1757                | 1761                |                     |
| Francisco Díaz Santos del Bullón                             | 1761                | 1764                |                     |
| José Javier Rodríguez de Arellano                            | 1764                | 1791                |                     |
| Juan Antonio de los Tueros                                   | 1791                | 1797                |                     |
| Ramón José de Arce                                           | 1797                | 1801                |                     |
| Manuel Cid y Monroy                                          | 1802                | 1822                |                     |
| Rafael Manuel José Benito de Vélez, O.F.M.                   | 1824                | 1825                |                     |
| Alonso Cañedo y Vigil                                        | 1825                | 1829                |                     |
| Joaquín López y Sicilia                                      | 1830                | 1832                |                     |
| Ignacio Rives y Mayor                                        | 1832                | 1840                |                     |
| Ramón Montero                                                | 1847                | 1848                |                     |
| Cirilo Alameda y Brea, O.F.M.                                | 1849                | 1857                |                     |
| Fernando de la Puente Primo de Rivera                        | 1857                | 1867                |                     |
| Anastasio Rodrigo Yusto                                      | 1867                | 1882                |                     |
| Saturnino Fernández de Castro y de la Cotera                 | 1883                | 1886                |                     |
| Manuel Gómez Salazar y Lucio Villegas                        | 1886                | 1893                |                     |
| Gregorio María Kardinal Aguirre y García, O.F.M.             | 1894                | 1909                |                     |
| Benito Murúa y López                                         | 1909                | 1912                |                     |
| José Cadena y Eleta                                          | 1913                | 1918                |                     |
| Juan Bautista Kardinal Benlloch y Vivó                       | 1919                | 1926                |                     |
| Pedro Segura y Sáenz                                         | 1926                | 1927                |                     |
| Manuel de Castro y Alonso                                    | 1928                | 1944                |                     |
| Luciano Pérez Platero                                        | 1944                | 1963                |                     |
| Segundo García de la Sierra y Méndez                         | 1964                | 1983                |                     |
| Teodoro Cardenal Fernández                                   | 1983                | 1992                |                     |
| Santiago Martínez Acebes                                     | 1992                | 2002                |                     |
| Francisco Gil Hellín                                         | 2002                | 2015                |                     |
| Fidel Herráez Vegas                                          | 2015                | 2020                |                     |
| Mario Iceta Gavicagogeascoa                                  | 2020                |                     |                     |